# 上杉重定
上杉 重定（うえすぎ しげさだ）は、江戸時代中期の大名。出羽国米沢藩8代藩主。山内上杉家24代当主。

## 生涯
享保5年（1720年）、5代藩主・上杉吉憲の四男として誕生した。享保19年（1734年）に長兄・宗憲、延享3年（1746年）に次兄・宗房、と2代の藩主が相次いで嗣子なくして死去し、三兄の貞千代（畠山義紀）は既に高家旗本畠山家を継いでいたので、延享3年（1746年）9月26日に家督を相続した。同年12月5日に元服し、江戸幕府9代将軍・徳川家重の偏諱を受け重定と名乗り、従四位下・侍従・大炊頭に叙任した。寛延元年（1748年）に尾張藩8代藩主・徳川宗勝の娘である豊姫を娶る。
米沢藩では減封が相次ぎ、4代藩主・綱憲の末期養子としての襲封を認める代償に15万石にまで減封されたが、藩士召し放ちを行わなかったこともあり、藩財政は極めて劣悪であった。寛延3年（1750年）以降から、それまで臨時的に行っていた藩士からの半知借り上げが常道化する。
宝暦3年（1753年）に村山郡の預領を替えて、越後国岩船郡に割替となる。その一方、東叡山寛永寺中堂普請手伝いを幕府より命じられて工事費5万7400両を費やした。加えて宝暦5年（1755年）には藩内を大凶作が襲い、凶作被害損毛高7万5820石余りとなり、城下で原方衆に煽動された百姓による富商宅の打ちこわし事件も発生する。また宝暦10年（1760年）に青苧騒動が起こる。
藩政は藩主・重定の信任を得ていた奉行筆頭の清野内膳秀佑が、清野が引退後は与板組出身の側近で、後に郡代所頭取兼小姓頭となる森平右衛門利真らによって牛耳られていたが、領民の反発を買って宝暦13年（1763年）に森平右衛門は竹俣当綱に呼び出されて刺殺される。そしてその一派は粛清された。それでも藩財政の苦しさは変わらず、宝暦10年（1760年）に竹俣の出した進言に従い、尾張藩を通して、幕府に藩土返上の上、領主を辞めるということを相談し、宝暦14年（1764年）1月にはこれを諌められ取り下げている。
このような財政逼迫の情況の中、宝暦9年（1759年）に日向国高鍋藩6代藩主・秋月種美の次男・松三郎を養子とする内約を結び、宝暦10年（1760年）に実子が生まれたのにかかわらず養嗣子として迎えた。これが上杉治憲（鷹山）である。また、藩医の藁科松伯の薦めにより細井平洲を招き、明和元年(1764年)には治憲と共に講義を受ける。
明和4年（1767年）4月24日、多病を理由に治憲に家督を譲って隠居した。そして、森平右衛門を斬殺した竹俣当綱らを重用した名君・鷹山の改革により米沢藩は再建されることとなる。隠居後は米沢に移って大殿様と呼ばれ、隠居所の南山館で暮らす。天明3年（1783年）に南山館が焼失すると天明5年（1785年）に偕楽館を新築してそこに移る。この隠居所の火災と新築は、天明の飢饉や治憲の隠居所建設と重なったこともあり、藩財政に打撃を与えた。
寛政10年（1798年）、死去。享年79。

## 人物
- 重定はあまり政務に興味を示さず、基本的に政治を家臣に丸投げしていた。
- 隠居後もあまり政治に口出ししなかったが、鷹山（治憲）が厳しい倹約令を出して家臣団から凄まじい反発を受けた際（反対派の家臣芋川延親が鷹山（治憲）の袴の裾を掴んだこともあったとされる）、重定は「養子とはいえ我が子に無礼である」と激怒し、改革の抵抗勢力であった色部照長や千坂高敦を蟄居閉門、須田満主、芋川延親を切腹にするなどの厳しい処罰、改革のブレーン細井平洲に嫉妬し抵抗勢力のブレーンであった藁科立澤も斬首（七家騒動[注釈 2]）に処した鷹山（治憲）の処置を支持するなど、改革に陰ながら協力をした。また、次男の治広が藩主になった際も、隠居した鷹山（治憲）に藩政後見を要望したという。
- 華美を好んだために、財政はさらに逼迫して破綻寸前になってしまった。隠居後も膨大な隠居料を受けて華美な生活を続けた。鷹山（治憲）の倹約改革も大殿たる重定には届かず、倹約に励む藩内で重定だけは金を湯水のように、という状態であった。一方の鷹山（治憲）の生活費は従来の米沢藩主の7分の1で、重定の3分の1であったが、反発することなく重定には孝養を尽くしたという。天明7年（1787年）に重定が重体になった際も、鷹山（治憲）は実父の喪中にもかかわらず、わざわざ江戸から米沢に下向して看病したという。
- 金剛流能楽を愛好していた。このため、鷹山（治憲）は安永7年（1778年）に江戸の金剛流宗家の金剛三郎を米沢に招いている。また藩財政建て直しのために、藩主家家財売却の話が出たが、このとき宝蔵と能蔵のどちらを先に売却家財の対象とするかで議論となり、鷹山（治憲）は「能蔵は重定の翫物だから宝蔵の方が先だ」といったという。

## 系譜
- 父：上杉吉憲
- 母：山中氏
- 養父：上杉宗房
- 正室：豊姫 - 徳川宗勝の娘
  - 次女：幸姫 - 上杉治憲正室
- 側室：茨木氏
- 側室：於勢の方 - 小川氏
  - 長男：上杉勝熙
  - 次男：上杉治広 - 米沢藩10代藩主
  - 三男：上杉勝定 - 米沢新田藩3代藩主
- 側室：橋本氏
  - 四男：内藤信政 - 内藤信義の養子
- 養子
  - 男子：上杉治憲 - 秋月種美の次男

## 主要家臣
『大武鑑』掲載の宝暦13年の江戸武鑑で見られる主要家臣。【役職】は武鑑掲載の役職。（役職）は『上杉鷹山のすべて』（新人物往来社）で補足。
《侍組分領家》（武鑑では項目名なし）
本庄大和、長尾権四郎、中条周防、千坂対馬（奉行）、須田伊豆、色部典膳（江戸家老）、安田内匠、竹俣美作（江戸家老）、市川豊後、清野内膳、芋川縫殿（奉行）、島津玄蕃、平林蔵人、竹俣勘解由、廣居左京（江戸家老格のちに江戸家老）
【用人】
森此面（小姓頭）、森平右衛門（郡代所頭取及び小姓頭兼務）、斉藤平馬、下治右衛門、黒川小平太
【城使】
笹生彦五郎、舟橋源太左衛門
【上杉直丸附役】
香坂帯刀（傳役）、蓼沼平太（側役及び部屋住用人）